# Filmografia de Ben Whishaw
Está lista é sobre a filmografia do ator britânico Ben Whishaw.

## Filmes
| † | Indica um filme qua ainda não foi lançado. |

| Título                               | Ano  | Papel                    | Diretor(es)                       | Notas                        | Ref(s)        |
| ------------------------------------ | ---- | ------------------------ | --------------------------------- | ---------------------------- | ------------- |
| The Trench                           | 1999 | Pte. James Deamis        | William Boyd                      |                              | [ 2 ]         |
| The Escort                           | 1999 | Jay                      | Michel Blanc                      |                              | [ 3 ]         |
| Baby                                 | 2000 | Little Joe               | W.I.Z.                            | Curta-metragem               | [ 4 ]         |
| My Brother Tom                       | 2001 | Tom                      | Dom Rotheroe                      |                              | [ 5 ]         |
| Spiritual Rampage                    | 2003 | –                        | Alnoor Dewshi                     | Curta-metragem               | [ 6 ]         |
| 77 Beds                              | 2003 | Ishmael                  | Alnoor Dewshi                     | Curta-metragem               | [ 7 ]         |
| Enduring Love                        | 2004 | Spud                     | Roger Michell                     |                              | [ 8 ]         |
| Layer Cake                           | 2004 | Sidney                   | Matthew Vaughn                    |                              | [ 9 ]         |
| Stoned                               | 2005 | Keith Richards           | Stephen Woolley                   |                              | [ 10 ]        |
| Perfume: The Story of a Murderer     | 2006 | Jean-Baptiste Grenouille | Tom Tykwer                        |                              | [ 11 ]        |
| I'm Not There                        | 2007 | Arthur Rimbaud           | Todd Haynes                       |                              | [ 12 ]        |
| Brideshead Revisite                  | 2008 | Lord Sebastian Flyte     | Julian Jarrold                    |                              | [ 13 ]        |
| The International                    | 2009 | Rene Antall              | Tom Tykwer                        |                              | [ 14 ]        |
| Bright Star                          | 2009 | John Keats               | Jane Campion                      |                              | [ 15 ]        |
| Love Hate                            | 2009 | Tom                      | Blake Ritson Dylan Ritson         | Curta-metragem               | [ 16 ]        |
| The Tempest                          | 2010 | Ariel                    | Julie Taymor                      |                              | [ 17 ]        |
| Cloud Atlas                          | 2012 | Vários                   | Lilly e Lana Wachowski Tom Tykwer | 5 personagens                | [ 18 ]        |
| Skyfall                              | 2012 | Q                        | Sam Mendes                        |                              | [ 19 ]        |
| Teenage                              | 2013 | British Boy              | Matt Wolf                         | Documentário Voz             | [ 20 ]        |
| The Zero Theorem                     | 2013 | Doctor 3                 | Terry Gilliam                     |                              | [ 21 ]        |
| Beat                                 | 2013 | –                        | Aneil Karia                       | Curta-metragem               | [ 22 ]        |
| Days and Nights                      | 2013 | Eric                     | Christian Camargo                 |                              | [ 23 ]        |
| Lilting                              | 2014 | Richard                  | Hong Khaou                        |                              | [ 24 ]        |
| The Muse                             | 2014 | Edward                   | Tim Walker                        | Curta-metragem               | [ 25 ]        |
| Paddington                           | 2014 | Paddington Bear          | Paul King                         | Voz                          | [ 26 ] [ 27 ] |
| The Lobster                          | 2015 | Limping Man (John)       | Yorgos Lanthimos                  |                              | [ 28 ]        |
| Suffragette                          | 2015 | Sonny Watts              | Sarah Gavron                      |                              | [ 29 ] [ 30 ] |
| The Danish Girl                      | 2015 | Henrik                   | Tom Hooper                        |                              | [ 31 ]        |
| SPECTRE                              | 2015 | Q                        | Sam Mendes                        |                              | [ 32 ]        |
| Unity                                | 2015 | Narrador                 | Shaun Monson                      | Documentário                 | [ 33 ]        |
| In the Heart of the Sea              | 2015 | Herman Melville          | Ron Howard                        |                              | [ 34 ] [ 35 ] |
| A Hologram for the King              | 2016 | Dave                     | Tom Tykwer                        |                              | [ 36 ]        |
| Family Happiness                     | 2017 | –                        | Alice Englert                     | Curta-metragem               | [ 37 ]        |
| Paddington 2                         | 2017 | Paddington Bear          | Paul King                         | Voz                          | [ 38 ]        |
| National Theatre Live: Julius Caesar | 2018 | Brutus                   | Nicholas Hytner                   |                              | [ 39 ]        |
| O Holy Ghost!                        | 2018 | Charmaine                | Mark Bradshaw                     | Pós-produção; curta-metragem | [ 40 ]        |
| Mary Poppins Returns                 | 2018 | Michael Banks            | Rob Marshall                      | Pós-produção                 | [ 41 ]        |
| 007 - Sem Tempo para Morrer          | 2021 | Q                        | Cary Joji Fukunaga                |                              | [ 42 ]        |
| Women Talking                        | 2022 |                          |                                   | Pós-produção                 |               |

## Televisão
| Título                        | Ano           | Papel                      | Canal               | Notas                                                                         | Ref(s)        |
| ----------------------------- | ------------- | -------------------------- | ------------------- | ----------------------------------------------------------------------------- | ------------- |
| Black Cab                     | 2000          | Ryan                       | –                   | Episódio: "Work"                                                              | [ 43 ]        |
| Other People's Children       | 2000          | Sully                      | BBC One             | 4 episódios                                                                   | [ 44 ]        |
| Ready When You Are Mr. McGill | 2003          | Bruno                      | –                   | Telefilme                                                                     | [ 45 ]        |
| The Booze Cruise              | 2003          | Daniel                     | –                   | Telefilme                                                                     | [ 46 ]        |
| Nathan Barley                 | 2005          | Pingu                      | Channel 4           | 6 episódios                                                                   | [ 47 ]        |
| Criminal Justice              | 2008          | Ben Coulter                | BBC One             | 5 episódios                                                                   | [ 48 ]        |
| All Signs of Death            | 2010          | Web                        | –                   | Telefilme                                                                     | [ 49 ]        |
| The Hour                      | 2011–12       | Freddie Lyon               | BBC Two, BBC HD     | 12 episódios                                                                  | [ 50 ]        |
| The Hollow Crown              | 2012          | Richard II of England      | BBC Two             | Episódio: "Richard II"                                                        | [ 51 ] [ 52 ] |
| Playhouse Presents            | 2014          | Ezra                       | Sky Arts 1          | Episódio: "Foxtrot"                                                           | [ 53 ]        |
| London Spy                    | 2015          | Daniel "Danny" Edward Holt | BBC Two, BBC Two HD | 5 episódios                                                                   | [ 54 ]        |
| Queers                        | 2017          | Perce                      | BBC Four            | Episódio: "The Man on the Platform" BBC4 TV monólogo escrito por Mark Gatiss. | [ 55 ]        |
| A Very English Scandal        | 2018          | Norman Scott               | BBC One             | Minissérie                                                                    | [ 56 ]        |
| The Adventures of Paddington  | 2019-presente | Paddington Bear            | Nickelodeon         | Voz                                                                           | [ 57 ]        |
| Fargo                         | 2020          | Rabbi Milligan             | FX                  | 7 episódios                                                                   | [ 58 ]        |
| This Is Going to Hurt         | 2022          | Adam Kay                   | BBC One             | 7 episódios                                                                   | [ 59 ]        |
| Platinum Party at the Palace  | 2022          | Paddington Bear            | BBC One             | Voz                                                                           | [ 60 ]        |

| † | Indica séries, minisséries ou telefilmes que ainda não foram lançados. |

## Teatro
| Título               | Ano  | Papel                 | Teatro                                             | Notas          | Ref(s)        |
| -------------------- | ---- | --------------------- | -------------------------------------------------- | -------------- | ------------- |
| His Dark Materials   | 2003 | Brother Jasper        | Royal National Theatre, Londres                    |                | [ 61 ]        |
| Hamlet               | 2004 | Hamlet                | The Old Vic                                        |                | [ 62 ]        |
| Mercury Fur          | 2005 | Elliot                | Paines Plough no Menier Chocolate Factory, Londres |                | [ 63 ]        |
| The Seagull          | 2006 | Konstantin            | Royal National Theatre, Londres                    |                | [ 64 ]        |
| Leaves of Glass      | 2007 | Steven                | Soho Theatre, Londres                              |                | [ 65 ]        |
| ...some trace of her | 2008 | Prince Myshkin        | Royal National Theatre, Londres                    |                | [ 66 ]        |
| Cock                 | 2009 | John                  | Royal Court Theatre, Londres                       |                | [ 67 ]        |
| The Pride            | 2010 | Oliver                | Lucille Lortel Theatre, Manhattan                  |                | [ 68 ]        |
| Peter and Alice      | 2013 | Peter Llewelyn Davies | Noël Coward Theatre, Londres                       |                | [ 69 ]        |
| Mojo                 | 2013 | Baby                  | Harold Pinter Theatre, Londres                     |                | [ 70 ]        |
| The Bacchae          | 2015 | Dionysus              | Almeida Theatre, Londres                           |                | [ 71 ]        |
| The Crucible         | 2016 | John Proctor          | Walter Kerr Theatre, Manhattan                     | Broadway debut | [ 72 ] [ 73 ] |
| Against              | 2017 | Luke                  | Almeida Theatre, Londres                           |                | [ 74 ]        |
| Julius Caesar        | 2018 | Brutus                | Bridge Theatre, Londres                            |                | [ 75 ]        |

## Rádio
| Título             | Ano  | Papel        | Estação           | Ref(s) |
| ------------------ | ---- | ------------ | ----------------- | ------ |
| Arthur             | 2004 | Arthur       | BBC Radio 4 Extra | [ 76 ] |
| Look Back in Anger | 2006 | Jimmy Porter | BBC Radio 4 FM    | [ 77 ] |
| Cock               | 2011 | John         | BBC Radio 3       | [ 78 ] |